# Danza renacentista

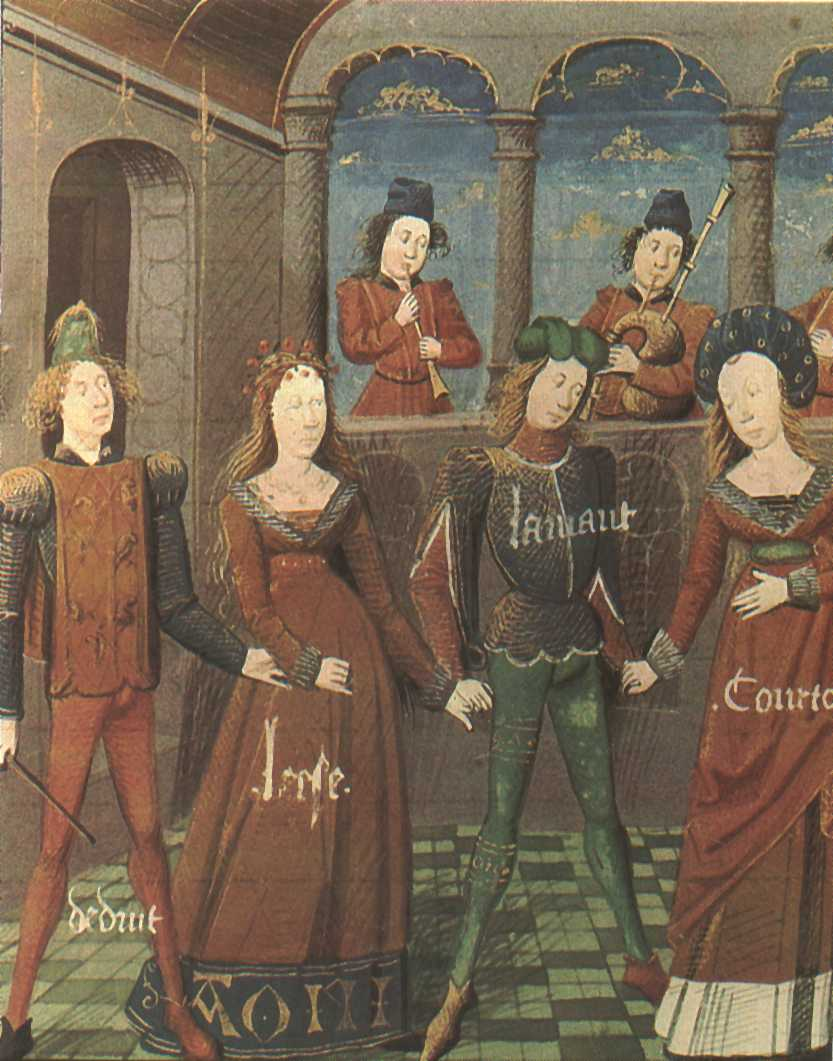
Personajes bailando. Roman de la Rose, s. XV

Las danzas renacentistas pertenecen al grupo de las danzas antiguas.  
Aunque sabemos que los europeos bailaban bastante tiempo antes del Renacimiento, los primeros manuales e instrucciones detalladas que se han conservado hasta hoy fueron escritos en Italia entre 1450 y 1460. Estos documentos y otros provenientes de Francia, Inglaterra y otros países europeos, permiten conocer algo sobre esta actividad sociál, tan importante en el Renacimiento. Se esperaba que una persona educada tuviera conocimientos básicos de danza, que era a menudo enseñada por maestrós profesionalés.

## Coreógrafos, maestros y fuentes documentales
- Domenico da Piacenza
- Guglielmo Ebreo da Pesaro escribió hacia 1463 un tratado con obras propias y de su maestro Domenico da Piacenza. Contiene mayormente bajas danzas y balli.
- Thoinot Arbeau publicó en 1588 Orchesographie, que contiene música y coreografía de diversos bailes, principalmente branles, pero también alguna pavana, varias gallardas, un coranto, etc
- Fabritio Caroso
- Césare Negri

## Danzas

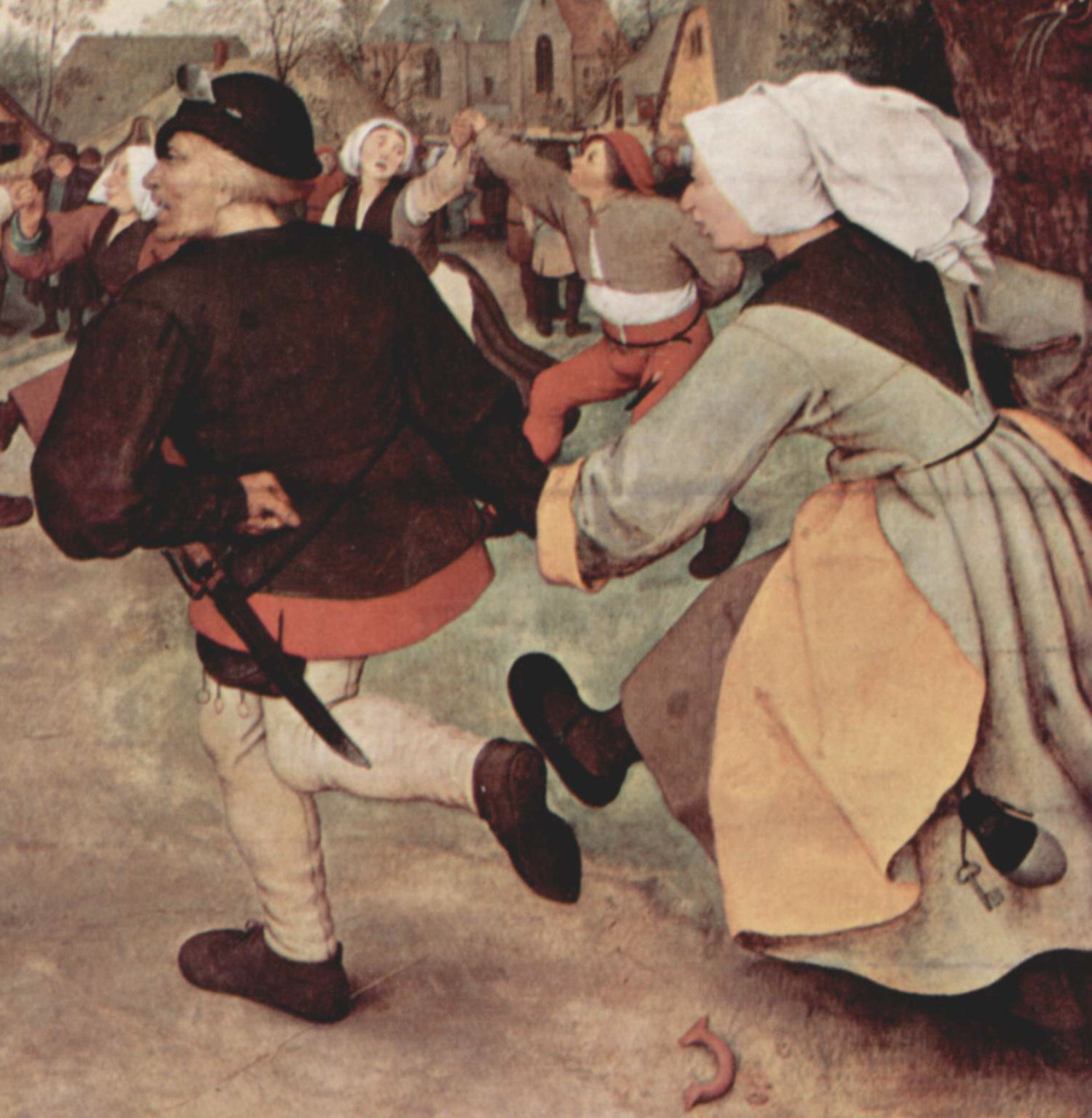
Danzas populares en un cuadro de Brueghel, hacia 1525-1530

Algunos tipos de danzas conocidos del Renacimiento son:
- 1 Allemande
- 2 Baja danza o Basse danse
- 3 Branle
- 4 Canario
- 5 Coranto o courante
- 6 Gallarda o galliard
- 7 Lavolta
- 8 Tourdion (gallarda rápida).
- 9 Pavana o pavane
- 10 Zarabanda o sarabanda.
- 11 Spagnoletta